# 阿尔特萨德列达
阿尔特萨德列达，是西班牙加泰罗尼亚莱里达省的一个市镇。 总面积24平方公里，总人口1313人（001年），人口密度55人/平方公里。